# فرشته سرابندی
فرشته سرابندی (زادهٔ ۱۴ مرداد ۱۳۴۹ شیراز) بازیگر تئاتر، سینما و تلویزیون ایرانی است. او فعالیت هنری خود را از دفتر انجمن سینمای جوانان ایران، با ساخت فیلم کوتاه آغاز می‌کند. سپس به رشتهٔ تئاتر گرایش پیدا کرده، در این زمینه به تحصیل می‌پردازد و علیرغم اخذ مدرک کارگردانی، نهایتاً به بازیگری رو می‌آورد.

## زندگی
فرشته سرابندی (زادهٔ شیراز- متولد ۱۳۴۹) با اصالت سیستانی است و دانش آموختهٔ رشتهٔ هنرهای نمایشی با مدرک کارشناسی و گرایش کارگردانی از دانشکدهٔ هنرهای زیبای دانشگاه تهران (۱۳۷۲–۱۳۶۷) است. سرابندی بازیگری را با بازی در نمایش «مکبرد» به کارگردانی تاجبخش فنائیان در سال ۱۳۶۸ آغاز کرد. او در چندین سریال تلویزیونی و فیلم سینمایی ایفای نقش کرده که از جملهٔ آنها می‌توان به «بچه‌های آسمان»، «داستان یک شهر»، «ارتفاع پست»، «نسیم وصل»، «یوسف پیامبر»، «وقت اضافه»، «تنهایی»، «نخل سوخته»، «شوق پرواز»، «پیچ تند»، «آسمان مال من است»، «دل شوره»، «دوردست‌ها»، «چرخ فلک» و … اشاره کرد.
برخی فعالیت‌ها و دستاوردهای جشنواره‌ای وی به قرار ذیل است: برندهٔ جایزهٔ برگ سیمین از پنجمین جشنوارهٔ سراسری انجمن سینمای جوان کشور برای کارگردانی فیلم «وارثین»، برندهٔ جایزهٔ بهترین بازیگر زن از هفتمین جشنوارهٔ تئاتر دانشجویی کشور برای بازی در نمایش «ذوالجناح» و برندهٔ جایزهٔ بهترین بازیگر زن از دوازدهمین جشنوارهٔ تئاتر فجر برای بازی در نمایش «سورنا مادر لوک»، برندهٔ عنوان بهترین بازیگر نقش اول زن در اولین جشنوارهٔ بین‌المللی فیلم ویدئویی تهران برای بازی در فیلم «وقت اضافه». همچنین وی برندهٔ عنوان بهترین بازیگر نقش اول زن در هجدهمین جشنوارهٔ تولیدات سیمای مراکز استانها برای بازی در فیلم «آسمان مال ماست» شده‌است.
داریوش مختاری (نویسنده و کارگردان) همسر فرشته سرابندی و حاصل زندگی آن‌ها یک پسر به نام سروش است.

## گزیده آثار در سینما و تلویزیون
1. بادار (کارگردان: سیروس حسن پور/ تهیه کننده: رشید حاجتمند) (4-1403)
2. تب و تاب (نویسنده و کارگردان: داریوش مختاری/ تهیه کننده: مهدی شفیعی) (01-1400)
3. به رنگ خاک (کارگردان: سید محسن یوسفی و حسن لفافیان/ تهیه‌کننده سعید بشیری) (۱۳۹۸)
4. خاک گرم (کارگردان: جواد ارشاد/ تهیه‌کننده: فریبا بانک توکلی) (۱۳۹۷)
5. در جستجوی آرامش (کارگردان: سعید سلطانی/ تهیه‌کننده: علی آشتیانی پور) (۱۳۹۶)
6. چرخ و فلک (کارگردان: عزیزاله حمید نژاد/ تهیه‌کننده: مجید مولایی) (۱۳۹۵)
7. دوردستها (کارگردان: جواد ارشاد/ تهیه‌کننده: فریبا بانک توکلی) (۱۳۹۴)
8. دل شوره (نویسنده و کارگردان: داریوش مختاری/ تهیه‌کننده: آرش خیری) (۱۳۹۳)
9. آسمان مال ماست (نویسنده و کارگردان: حسن نجفی) (۱۳۹۲)
10. یه گناه کوچولو (نویسنده و کارگردان: حسین قناعت/ تهیه‌کننده: بهروز مفید) (۱۳۹۰)
11. صدای پای من (کارگردان: مهرداد خوشبخت/ تهیه‌کننده: جواد نوروزبیگی) (۱۳۸۹)
12. سی امین روز (کارگردان: جواد افشار/ تهیه‌کننده: رضا جودی) (۱۳۸۹)
13. چشم آفتاب (نویسنده و کارگردان: حسن لفافیان) (۱۳۸۸)
14. شوق پرواز (کارگردان: یدالله صمدی/ تهیه‌کننده: جواد نوروزبیگی) (۱۳۸۸)
15. پاییز پدر سالار (نویسنده و کارگردان: مسعود شامحمدی/ تهیه‌کننده: رضا جودی) (۱۳۸۸)
16. ژرفا (نویسنده و کارگردان: حجت قاسم‌زاده اصل/ تهیه‌کننده: محمد ناجی) (۱۳۸۷)
17. پرواز یک رؤیا (نویسنده و کارگردان: فرهاد آهی/ تهیه‌کننده: محمدرضا تخت کشیان) (۱۳۸۷)
18. نخل سوخته (کارگردان: سید محسن یوسفی/ تهیه کننده: مهدی شفیعی) (۱۳۸۷)
19. خرده ستمگران (نویسنده و کارگردان: مسعود شامحمدی/ تهیه‌کننده: سعید شاهسواری) (۱۳۸۶)
20. کسوف (نویسنده و کارگردان: حجت قاسم‌زاده اصل/ محمد ناجی) (۱۳۸۶)
21. تنهایی (نویسنده و کارگردان: حجت قاسم‌زاده اصل/ تهیه‌کننده: امیرحسین شریفی) (۱۳۸۶)
22. وقت اضافه (نویسنده: رضا مقصودی/ کارگردان: مهرداد خوشبخت/ تهیه‌کننده: رضا جودی) (۱۳۸۶)
23. نسیم وصل (کارگردان: سید محسن شهابی/ تهیه‌کننده:) (۱۳۸۴)
24. یوسف پیامبر (سریال و نسخهٔ سینمایی/ نویسنده، تهیه‌کننده و کارگردان: فرج‌الله سلحشور) (۱۳۸۳)
25. بهشت جای دیگر است (سینمایی/ نویسنده و کارگردان: عبدالرسول گلبن/ تهیه‌کننده: محمدحسین حقیقی) (۱۳۸۲)
26. ارتفاع پست (سینمایی/ کارگردان: ابراهیم حاتمی کیا/ تهیه‌کننده: منوچهر محمدی) (۱۳۸۰)
27. داستان یک شهر (نویسنده، تهیه‌کننده و کارگردان: اصغر فرهادی) (۱۳۷۹)
28. غول و چراغ جادو (کارگردان: شهریار پارسی پور) (۱۳۷۸)
29. نیمهٔ گمشده (سینمایی/ نویسنده و کارگردان: محمد باشه آهنگر/ تهیه‌کننده: مجید مولایی) (۱۳۷۷)
30. حنانه (نویسنده و کارگردان: مصطفی یارمحمودی/ تهیه‌کننده: سعید سعدی) (۱۳۷۶)
31. بچه‌های آسمان (سینمایی/ نویسنده و کارگردان: مجید مجیدی/ محصول کانون پرورش فکری کودکان و نوجوانان) (۱۳۷۵)
32. یک حرف از هزاران (نویسنده، تهیه‌کننده و کارگردان: جهانگیر صمیمی فرد/ محصول شبکهٔ اول سیما) (۱۳۷۰)

## گزیدهٔ آثار در زمینهٔ تئاتر
۱- مکبرد / کارگردان: تاجبخش فناییان ۱۳۶۸
۲- یکی بود، یکی نبود/ نویسنده و کارگردان: مجید سرسنگی ۱۳۷۰
۳- فرمانها، مهر و پیمانها/ نویسنده: علیرضا نادری نجف آبادی، کارگردان: فریده کاکاوند ۱۳۷۰
۴- ذوالجناح/ نویسنده و کارگردان: داریوش مختاری ۱۳۷۱
۵- هماوران در باد (افتتاحیهٔ نخستین المپیاد فرهنگی ورزشی دانشجویان سراسر کشور)
نویسنده: داریوش مختاری، کارگردانی مشترک ۱۳۷۱
۶- سورنا، مادر لوک/ نویسنده: داریوش مختاری، کارگردان: فرشته سرابندی ۱۳۷۲
۷- روزبانان شب (افتتاحیهٔ نخستین المپیاد فرهنگی ورزشی دانشجویان کشورهای اسلامی)
نویسنده: داریوش مختاری، کارگردانی مشترک ۱۳۷۳
۸- داوری ژاندارک/ نوشته: برتولت برشت، کارگردان: داریوش مختاری ۱۳۷۴
۹- اندیشه دختر گوژپشت (بر اساس داستانی از لوئیجی پیراندللو)/ نویسنده و کارگردان: داریوش مختاری ۱۳۷۷
۱۰- این قصه را ایرانیان نبشته اند/ نویسنده و کارگردان: علیرضا نادری نجف آبادی ۱۳۷۹
۱۱- بی بی بیدل/ نویسنده: نادر برهانی مرند، کارگردان: آزاده انصاری ۱۳۹۲
.
.

## گزیدهٔ عناوین و دستاوردها
- برندهٔ برگ سیمین پنجمین جشنوارهٔ سراسری انجمن سینمای جوان
برای کارگردانی فیلم «وارثین» ۱۳۶۷
- برندهٔ جایزهٔ بهترین بازیگر زن از هفتمین جشنواره‌ی تئاتر دانشجویی کشور
برای بازی در نمایش «ذوالجناح» ۱۳۷۰
- برندهٔ جایزهٔ بهترین بازیگر زن از دوازدهمین جشنوارهٔ تئاتر فجر
برای بازی در نمایش «سورنا مادر لوک» ۱۳۷۲
- برندهٔ جایزهٔ بهترین بازیگر زن از نخستین جشنوارهٔ بین‌المللی فیلمهای ویدیویی تهران
برای فیلم تلویزیونی «وقت اضافه» ۱۳۹۱
- برندهٔ عنوان بهترین بازیگر نقش اول زن در هجدهمین جشنوارهٔ تولیدات سیمای مراکز استانها
برای بازی در فیلم «آسمان مال ماست» ۱۳۹۲